# لوئیس رویز (بازیکن فوتبال، زاده ۱۹۹۲)
لوئیس رویز (انگلیسی: Luis Ruiz؛ زادهٔ ۳۰ ژوئن ۱۹۹۲) بازیکن فوتبال اهل اسپانیا است.
از باشگاه‌هایی که در آن بازی کرده‌است می‌توان به باشگاه فوتبال لگانس و باشگاه فوتبال اتلتیکو مادرید اشاره کرد.